# ماثيو جياني
ماثيو جياني (بالفرنسية: Matthieu Gianni)‏ هو لاعب كرة قدم فرنسي في مركز الوسط، ولد في 2 يناير 1985 في باستيا في فرنسا. لعب مع نادي غرونوبل.